# A Plague Tale: Innocence
A Plague Tale: Innocence es un videojuego de acción-aventura y de lógica desarrollado por la compañía francesa Asobo Studio y publicado por Focus Home Interactive. Fue lanzado para las plataformas PlayStation 4, Windows y Xbox One el 14 de mayo de 2019. Posteriormente, amplió su lanzamiento a las plataformas Amazon Luna (servicio en la nube), el 24 de noviembre de 2020, Nintendo Switch (solo como versión en la nube), PlayStation 5 y Xbox Series X y S, el 6 de julio de 2021.
El videojuego está enmarcado en la Francia medieval del siglo XIV, ambientado en la guerra de los Cien Años, y sigue la historia de dos hermanos, Amicia y Hugo, que han de luchar juntos para sobrevivir a la brutalidad de un mundo desconocido para ellos y devastado por la guerra. Ambos hermanos deben huir de los soldados de la Inquisición y de hordas de ratas, portadoras de la peste negra. 

## Jugabilidad
En A Plague Tale: Innocence, el jugador toma el control de Amicia de Rune desde una perspectiva en tercera persona, con una jugabilidad centrada en el sigilo y la resolución de puzles. Durante gran parte del juego, el jugador tiene que ocultarse y evitar encuentros hostiles con los enemigos ya que estos pueden matar a Amicia instantáneamente. Principalmente, Amicia se tiene que enfrentar a soldados de la Inquisición francesa, pero también soldados ingleses y aldeanos de la región. Amicia está equipada con una honda, con la que puede lanzar piedras para romper cadenas, crear distracciones o aturdir a los enemigos el tiempo suficiente para que hordas de ratas les ataquen. También es posible matar a los enemigos si Amicia lanza una piedra en la cabeza, si esta está desprotegida.
Para acceder a nuevas zonas, el jugador tiene que usar diferentes métodos para distraer o evadir a las ratas. El principal método es el uso de fuego, ya que lo temen y huyen de la luz de antorchas y braseros. Amicia puede fabricar munición y diferentes mezclas alquímicas, fabricar piedras de azufre inflamable para prender hogueras bombas atrayentes de ratas o sustancias para extinguir antorchas que llevan los enemigos. Amicia puede dirigir a su hermano pequeño, Hugo de Rune, para hacer tareas sencillas o para acceder a zonas inaccesibles para ella. Sin embargo, esto es peligroso ya que Hugo entrará en pánico si se le deja solo y puede llamar la atención de los enemigos. Más tarde en el juego, el jugador puede tomar el control de Hugo, el cual no puede fabricar objetos pero sí puede controlar a las ratas y pasar por espacios pequeños.

## Argumento
En 1348, Amicia de Rune, una joven de 15 años descendiente de la nobleza, vive en Aquitania durante la Guerra de los Cien Años entre Inglaterra y Francia. Su hermano Hugo, de 5 años, padece una enfermedad desde su nacimiento; su madre, Beatrice, una alquimista, le ha cuidado a la vez que trata de idear una cura. Durante una expedición de caza en el bosque con su padre Robert, Amicia encuentra una sustancia inusual en el suelo cuando su perro Lion es horriblemente consumido por una entidad oculta bajo tierra. Las tropas de la Inquisición francesa, lideradas por Lord Nicholas, llegan a su propiedad en busca de Hugo, ejecutando a Robert y asesinando a los sirvientes de la familia. Beatrice ayuda a sus hijos a escapar y manda a Amicia a llevar a Hugo con un doctor llamado Laurentius.
Amicia y Hugo huyen a un pueblo cercano, donde descubren que hordas de ratas han extendido la peste negra. La Inquisición busca a ambos, mientras que tienen que escapar de los pueblerinos; en algún momento, llegan a la granja de Laurentius y le encuentran gravemente enfermo de peste negra. Laurentius ruega a Amicia que termine el trabajo de su madre segundos antes de que la granja sea invadida por las ratas; los hermanos huyen junto con el aprendiz de Laurentius, Lucas, buscando el Castillo d'Ombrage, el cual perteneció una vez a la familia de Rune. Conforme cruzan el campo de batalla, patrullado por soldados ingleses, Lucas explica que la sangre de Hugo contiene un mal sobrenatural llamado Prima Macula, el cual ha permanecido dormido en determinadas linajes nobles desde la plaga de Justiniano. Beatrice y Laurentius han intentado encontrar un elixir que mitigue los síntomas de Hugo, mientras que Vitalis Benevent, el Gran Inquisidor de Francia, busca dominar el poder de Hugo para que la Inquisición domine Francia. Hugo y Amicia son brevemente capturados por los ingleses, pero escapan con la ayuda de los hermanos ladrones Melie y Arthur; Arthur es capturado cuando los demás escapan del Castillo d'Ombrage.
Lucas necesita un libro prohibido llamado Sanguinis Itinera para completar un elixir que podría ayudar a Hugo. Amicia se infiltra en la universidad para obtener el libro mientras que Melie rescata a su hermano. Amicia recupera el libro y se encuentra con un joven herrero llamado Rodric, quien le ayuda a escapar. De vuelta al Castillo, Arthur revela que Beatrice sigue viva pero está encarcelada, Amicia insiste en no contar nada a Hugo, pero este oye la conversación de casualidad. Su rabia parece empeorar los síntomas, por lo que Amicia y Lucas vuelven a la casa de Rune, buscando las investigaciones de Beatrice. Encuentran un laboratorio secreto, donde completan el elixir y se lo administran a Hugo para aliviar sus síntomas. Hugo, enfadado con su hermana por no contarle la verdad, huye y se une a la Inquisición para encontrar a Beatrice. Vitalis se inyecta a sí mismo la sangre de Hugo para poseer el poder de la Macula, pero debido al elixir de Lucas, no es capaz de obtener sus poderes. 
Hugo escapa y encuentra a Beatrice. Antes de su recaptura, ella revela a Hugo que la Macula le da el poder de controlar a las ratas. Vitalis amenaza la vida de Beatrice para forzar a Hugo a despertar sus poderes por completo. Posteriormente, el Castillo d'Ombrage es atacado por un ejército de ratas comandado por Hugo, el cual aún sigue enfadado con Amicia. Nicholas, que acompaña a Hugo, mata a Arthur y ordena a Hugo matar a Amicia, pero ella convence a su hermano de rechazar a la Inquisición y se alían contra Nicholas hasta que las ratas lo consumen. Los hermanos deciden enfrentarse a Vitalia.
Cuando se abren camino para entrar al Bastión, Rodric se sacrifica para proteger a Hugo y Amicia. Vitalis espera su llegada, habiendo criado miles de ratas blancas que solo él controla. Finalmente, Hugo supera en poder a Vitalis y Amicia lo mata. Tres días más tarde, tanto las ratas como la peste negra han desaparecido y la vida comienza a volver a la normalidad; muchos siguientes desconfiando de Hugo y sus poderes, incluyendo Melie, la cual se separa del grupo. Amicia, Hugo, Lucas y una Beatrice enferma parten en busca de un nuevo hogar.

## Desarrollo
A Plague Tale: Innocence fue desarrollado por Asobo Studio. Este es su primer título original desde el videojuego de carreras Fuel (2009), y la empresa quería crear una experiencia narrativa inspirada por los videojuegos The Last of Us y Brothers: A Tale of Two Sons. El tema principal de A Plague Tale: Innocence es la familia y cómo la relación entre personajes atraviesa circunstancias adversas. Otro tema principal es la inocencia. En particular, Hugo se transforma gradualmente de un niño inocente a un individuo despiadado. Los actores de doblaje Charlotte McBurney y Logan Hannan dieron sus voces a Amicia y Hugo respectivamente. Ambos también participaron en la escritura de la narrativa, sugiriendo cambios en diálogos y otras alternativas. Pueden aparecer en pantalla hasta 5 000 ratas simultáneamente. Para asegurar que el juego puede renderizar tantos enemigos sin sacrificar el rendimiento técnico, el equipo introdujo cuatro capas de detalles para la renderización de las ratas, en las que aquellas más alejadas del personaje jugador existen como "masa de fondo sin animar" y las más cercanas son animadas en detalle.
La empresa distribuidora Focus Entertainment anunció el juego en enero de 2017 como The Plague. Un avance del videojuego se dio a conocer en el E3 2018. Salió al mercado el 14 de mayo de 2019 para Microsoft Windows, PlayStation 4 y Xbox One. El 6 de julio de 2021, el título recibió nuevas versiones para las plataformas PlayStation 5 y Xbox Series X|S, así como el lanzamiento de una versión en la nube para Nintendo Switch.

### Contenido descargable
Existe contenido descargable, titulado Coats of Arms, disponible para las tres plataformas y que fue lanzado junto con la versión del videojuego en preventa. Este añade tres aspectos diferentes para Amicia y Hugo. Este contenido adicional es cosmético.

## Recepción

### Crítica
A Plague Tale: Innocence recibió críticas "generalmente favorables" según el agregador de reseñas Metacritic, con una nota de 81/100 en sus versiones de Windows y PlayStation 4, y de 83/100 en la de Xbox One.

### Ventas
A fecha de julio de 2020, Asobo Studio confirmó que se habían vendido 1 millón de unidades a nivel mundial.

### Premios
| Año  | Premio                       | Categoría                                                 | Resultado | Referencia    |
| ---- | ---------------------------- | --------------------------------------------------------- | --------- | ------------- |
| 2019 | Premios Golden Joystick      | Mejor audio                                               | Nominado  | [ 33 ]        |
| 2019 | Premios Titanium             | Juego del año                                             | Nominado  | [ 34 ]        |
| 2019 | Premios Titanium             | Mejor arte                                                | Nominado  | [ 34 ]        |
| 2019 | Premios Titanium             | Mejor diseño de videojuego                                | Nominado  | [ 34 ]        |
| 2019 | Premios Titanium             | Mejor diseño de narrativa                                 | Nominado  | [ 34 ]        |
| 2019 | Premios Titanium             | Mejor videojuego de aventuras                             | Nominado  | [ 34 ]        |
| 2019 | The Game Awards 2019         | Mejor narrativa                                           | Nominado  | [ 35 ]        |
| 2019 | Steam Awards                 | Videojuego con argumento excepcional                      | Ganador   | [ 36 ]        |
| 2020 | New York Game Awards         | Premio "Big Apple" a mejor juego del año                  | Nominado  | [ 37 ]        |
| 2020 | New York Game Awards         | Premio "Off Brodway" a mejor juego indie                  | Nominado  | [ 37 ]        |
| 2020 | New York Game Awards         | Premio "Herman Mellvile" a mejor narrativa                | Nominado  | [ 37 ]        |
| 2020 | NAVGTR Awards                | Animación, aspecto artístico                              | Nominado  | [ 38 ] [ 39 ] |
| 2020 | NAVGTR Awards                | Animación, aspecto técnico                                | Nominado  | [ 38 ] [ 39 ] |
| 2020 | NAVGTR Awards                | Dirección artística, influencia de periodo                | Ganador   | [ 38 ] [ 39 ] |
| 2020 | NAVGTR Awards                | Dirección de cámara en motor de juego                     | Nominado  | [ 38 ] [ 39 ] |
| 2020 | NAVGTR Awards                | Diseño de controles, 3D                                   | Nominado  | [ 38 ] [ 39 ] |
| 2020 | NAVGTR Awards                | Diseño de vestimentas                                     | Nominado  | [ 38 ] [ 39 ] |
| 2020 | NAVGTR Awards                | Dirección en cinemáticas                                  | Nominado  | [ 38 ] [ 39 ] |
| 2020 | NAVGTR Awards                | Diseño de jugabilidad, nueva IP                           | Nominado  | [ 38 ] [ 39 ] |
| 2020 | NAVGTR Awards                | Juego, aventura original                                  | Ganador   | [ 38 ] [ 39 ] |
| 2020 | NAVGTR Awards                | Iluminación/texturización                                 | Nominado  | [ 38 ] [ 39 ] |
| 2020 | NAVGTR Awards                | Drama original, nueva IP                                  | Nominado  | [ 38 ] [ 39 ] |
| 2020 | NAVGTR Awards                | Actuación dramática, papel principal (Charlotte McBurney) | Ganador   | [ 38 ] [ 39 ] |
| 2020 | NAVGTR Awards                | Actuación dramática, papel secundario (Tabitha Rubens)    | Nominado  | [ 38 ] [ 39 ] |
| 2020 | NAVGTR Awards                | Edición de sonido en cinemáticas                          | Nominado  | [ 38 ] [ 39 ] |
| 2020 | NAVGTR Awards                | Efectos de sonido                                         | Nominado  | [ 38 ] [ 39 ] |
| 2020 | NAVGTR Awards                | Uso del sonido, nueva IP                                  | Nominado  | [ 38 ] [ 39 ] |
| 2020 | NAVGTR Awards                | Narrativa dramática                                       | Ganador   | [ 38 ] [ 39 ] |
| 2020 | Pégases Awards 2020          | Mejor juego                                               | Ganador   | [ 40 ] [ 41 ] |
| 2020 | Pégases Awards 2020          | Mejor diseño artístico                                    | Ganador   | [ 40 ] [ 41 ] |
| 2020 | Pégases Awards 2020          | Mejor diseño de sonido                                    | Ganador   | [ 40 ] [ 41 ] |
| 2020 | Pégases Awards 2020          | Mejor diseño de narrativa                                 | Nominado  | [ 40 ] [ 41 ] |
| 2020 | Pégases Awards 2020          | Mejor diseño de juego                                     | Ganador   | [ 40 ] [ 41 ] |
| 2020 | Pégases Awards 2020          | Mejor ambientación                                        | Ganador   | [ 40 ] [ 41 ] |
| 2020 | Pégases Awards 2020          | Mejor personaje                                           | Ganador   | [ 40 ] [ 41 ] |
| 2020 | SXSW Gaming Awards           | Excelencia en narrativa                                   | Nominado  | [ 42 ]        |
| 2020 | Premios BAFTA de Videojuegos | Logro técnico                                             | Nominado  | [ 43 ]        |

## Secuela
Durante el E3 2021 se anunció que el juego iba a tener una secuela titulada A Plague Tale: Requiem, con una fecha de lanzamiento programada para 2022 para Microsoft Windows, Xbox Series X|S, PS5 y Nintendo Switch. La versión de Nintendo Switch se ejecuta en la nube, como ya ocurre en otros videojuegos como Control y Hitman 3. Más tarde, se confirmó en una conferencia de Focus Entertainment su fecha de lanzamiento para el 18 de octubre de 2022.